# Oestlundia cyanocolumna
Oestlundia cyanocolumna är en orkidéart som först beskrevs av Ames, F.T.Hubb. och Charles Schweinfurth, och fick sitt nu gällande namn av Wesley Ervin Higgins. Oestlundia cyanocolumna ingår i släktet Oestlundia och familjen orkidéer. Inga underarter finns listade i Catalogue of Life.